# Erben Wennemars
Egbert Rolf (Erben) Wennemars (Dalfsen, 1 november 1975) is een voormalig Nederlands langebaanschaatser. Hij was gespecialiseerd in de sprint- en middenafstanden 500, 1000 en 1500 meter, maar waagde zich ook aan het allrounden. De hoogtepunten uit zijn carrière zijn twee wereldtitels op de sprintvierkamp (2004 en 2005), zes wereldtitels per afstanden (twee keer de 1000, één keer de 1500, drie keer de ploegenachtervolging) en twee bronzen medailles op de Olympische Spelen van Turijn in 2006. In 2010 plaatste hij zich niet voor de Olympische Spelen en stopte hij met zijn schaatscarrière waarna Wennemars aan de slag ging als presentator bij BNN, analist bij de NOS, voetbalbestuurder en ondernemer. In 2013 maakte hij een terugkeer op de ijsbaan.

## Carrière
In het begin van zijn carrière noemde Wennemars zichzelf soms Kees Roeiboot omdat mensen zijn naam moeilijk konden onthouden, maar toen hij later wat bekender werd is deze naam weer in onbruik geraakt.
Erben Wennemars leerde schaatsen van zijn vader Derk Jan, die vanaf 1970 bestuurslid was van de Dalfse schaatsvereniging Stokvisdennen. Hij was de eerste schaatser die de 1500 meter sneller schaatste dan 1.50,00. Zijn 1.49,89 in de zomer van 1997 werd echter niet als officieel wereldrecord erkend, omdat de wedstrijd niet aangemeld was bij de ISU.
Tijdens de Olympische Spelen van Nagano in 1998, waarvoor Wennemars zich voor de 500, 1000 en 1500 meter had gekwalificeerd, werd hij op de tweede 500 meter voor de rest van het toernooi uitgeschakeld, doordat de Noor Grunde Njøs viel en Wennemars in zijn val meenam. De schouder van Wennemars raakte hierbij uit de kom.
Het eerste grote succes behaalde Wennemars in 2003 tijdens de WK Afstanden in Berlijn door goud te winnen op de 1000 en 1500 meter. Een jaar later werd Wennemars wereldkampioen sprint in Nagano. In 2005 prolongeerde hij zijn titel bij de WK Sprint in Salt Lake City.

### Seizoen 2005/06
In december 2005 kwalificeerde Wennemars zich tijdens het Nederlands kampioenschap afstanden in Heerenveen op 500, 1000 en 1500 meter voor de Olympische Winterspelen 2006, door al die drie afstanden als tweede te eindigen. Wennemars slaagde er niet in om zich op het NK sprint te plaatsen voor het WK Sprint, waardoor hij zijn titel niet kon prolongeren. In januari brak Wennemars met zijn coach Jac Orie vanwege een vertrouwensprobleem. In de voorbereiding op de Olympische Winterspelen van Turijn trainde Wennemars in de TVM-ploeg bij Gerard Kemkers. Op de Spelen kwam hij uit op vier onderdelen waarbij hij brons won op de 1000 meter en de ploegenachtervolging en werd hij 5e op de 1500 meter en 16e op de 500 meter.

### Seizoen 2006/2007
Eind 2006 deed Wennemars mee het NK Allround. Zoals verwacht won hij de 500 en de 1500 meter, maar hij greep verrassend zelfs brons in het eindklassement door een sterke 10 kilometer waarin hij twintig seconden van zijn persoonlijke record afreed. Op 16 maart 2006 reed hij zijn eerste tien kilometer in 14.04. Door deze verbetering van zijn tijd op de tien kilometer steeg Wennemars van de twintigste naar de tiende plaats op de Adelskalender, de schaatsranglijst aller tijden. Achteraf bezien heeft de breuk met Orie zijn schaatscarrière een nieuwe frisse impuls gegeven die hij, naar eigen zeggen, nodig had.
Begin 2007 won Wennemars voor de derde maal het NK Sprint in Groningen. In de laatste 1000 meter versloeg Wennemars zijn grote rivaal Jan Bos met een nieuwe baanrecord (1.10.40) en haalde daarmee de eindoverwinning binnen. Volgens eigen zeggen (en beaamd door o.a. Jan Bos) had hij nog nooit zo'n spannende NK Sprint meegemaakt.
Het WK Sprint in Hamar verliep voor Wennemars niet als gepland. Vooral door een mindere tweede 500 meter eindigde hij op de zesde plaats, direct achter TVM-teamgenoot Beorn Nijenhuis. In de week die volgde schaatste Wennemars een skate-off om zich te plaatsen voor het WK Allround later het jaar in Thialf. Vooral door zijn uitslagen op de 1500 meter en 5000 meter plaatste hij zich voor het allroundkampioenschap. Wennemars eindigde op dit toernooi als vijfde. Hij won op dit toernooi de 500 en 1500 meter. Na dit WK steeg hij naar de achtste plaats op de Adelskalender.
Hij won in 2006/07 tijdens de World Cup finale het eindklassement op zowel de 1000 meter (voor de vierde maal) als op de 1500 meter. Op de 1500 meter verbeterde hij ook zijn Nederlandse record tot 1.43.24. Tijdens de Wereldkampioenschappen afstanden verbeterde hij dit tot 1.42,80. Op het laatste onderdeel op de WK afstanden, de ploegenachtervolging, behaalde hij samen met Sven Kramer en Carl Verheijen goud in een nieuw wereldrecord.

### Seizoen 2007/08
Op 26, 27 en 28 oktober 2007 werden de NK Afstanden gehouden in Thialf, Heerenveen. Wennemars werd derde op de 500 meter, achter Jan Smeekens en Simon Kuipers. Op de 1000 meter legde hij beslag op de derde plaats, achter Simon Kuipers en Jan Bos, en op de 1500 meter eindigde hij als tweede, achter Simon Kuipers. Op alle drie de afstanden reed Wennemars goed genoeg om wereldbekerwedstrijden te mogen gaan rijden. Op de 1000 meter hoefde hij geen beroep te doen op zijn beschermde status.
Op 9 november evenaarde hij het wereldrecord van Shani Davis op de 1500 meter: 1.42,32. Aan "De Telegraaf" uitte hij op 4 december 2007 zijn zorgen over de toekomst van het Nederlandse schaatsen door de opkomst van landen als Rusland, Canada en China. Wennemars ziet graag dat de faciliteiten in schaatshal Thialf worden verbeterd.
Op 4 januari 2008 maakte Wennemars bekend alsnog via een skate off mee te willen dingen om een WK Allround ticket. Hij moest Carl Verheijen, die ook meedong om een ticket echter voor laten gaan.

### Seizoenen 2008/10
Op het NK Allround eindigde Wennemars als vijfde. Een week later werd Wennemars tweede op het NK Sprint. Op het WK Sprint kwam hij hard ten val en beschadigde hij zijn lies.
Tijdens het OKT wist Wennemars zich op de 1500 meter niet te plaatsen voor zijn laatste optreden op de Olympische Winterspelen in Vancouver. Zijn tijd van 1.46,67 was slechts één honderdste langzamer dan die van Kramer die zich daarmee als vierde kwalificeerde. Op 31 december 2009 werd door de KNSB bekendgemaakt dat de Dalfsenaar niet mee zal gaan naar Vancouver. Op 2 januari maakte Wennemars bekend dat hij stopt met schaatsen. Op 11 januari 2010 reed hij zijn laatste wedstrijd tijdens het NK kortebaanschaatsen in geboorte- en woonplaats Dalfsen. Hij werd in de eerste knock-outronde uitgeschakeld.
Op 14 januari reed Wennemars zijn eerste marathon op natuurijs. Hij moest in de Veluwemeertocht na 20 kilometer opgeven na een val.

### De laatste jaren
Wennemars reed na zijn actieve carrière als langebaanschaatser mee met marathons op natuurijs. Zo reed hij op 25 januari 2013 mee met de Nederlandse kampioenschappen marathonschaatsen op natuurijs op het Veluwemeer. Hij kon het tempo van de voorste mannen niet bijhouden, maar wist wel de finish te bereiken. In 2017 en 2018 won hij het Nederlandse kampioenschappen marathonschaatsen op kunstijs in de categorie veteranen/masters.
Op 22 september 2013 nam Wennemars deel aan een trainingswedstrijd in Thialf. Op de 1500 meter klokte hij een tijd van 1.52,04. Hij hoopte zich middels de Holland Cup te plaatsen voor het NK Allround 2014 dat verreden werd in het Olympisch Stadion in Amsterdam. Een week later op 28 september nam hij weer deel aan een trainingswedstrijd in Thialf over 1500 meter. Ditmaal klokte hij 1.51,59. Op 37-jarige leeftijd maakte Wennemars op 12 oktober 2013 zijn rentree bij de 44e IJsselcup en stelde op de 1500 meter met een vierde tijd van 1.52,92 achter onder meer winnaar Thomas Krol (die 1.52,46 klokte) en Rhian Ket een ticket voor de NK Afstanden in Thialf veilig, waarvan hij in eerste instantie nog niet zeker was of hij deze in zou nemen. Wennemars maakte daar op zaterdag 26 oktober 2013 zijn rentree met de 73-jarige Henk Gemser als coach en reed naar de 15e tijd in 1.49,49.
Tijdens de Olympische Spelen van 2014, Olympische Spelen van 2018 en de Olympische Spelen van 2022 werkte hij voor de NOS als analist, commentator en interviewer bij het langebaanschaatsen. In 2018 was hij ook elke avond te zien als sidekick in het televisieprogramma Studio Sportwinter met Henry Schut als presentator.

## PEC Zwolle
Wennemars is lid van de Raad van Commissarisen van PEC Zwolle. In mei 2011 werd bekend, dat Wennemars commercieel directeur ad interim wordt bij de Zwolse voetbalclub. Hij volgde hiermee Ard de Graaf op.

## Privé
Wennemars is getrouwd met televisiepresentatrice Renate van der Zalm. Samen hebben zij twee zoons, onder wie schaatser Joep Wennemars. In 2015 werd de Majoor Bosshardt Prijs aan hem toegekend.

## Records

### Persoonlijke records
| Afstand      | Tijd     | Datum            | Baan           |
| ------------ | -------- | ---------------- | -------------- |
| 500 meter    | 34,68    | 22 januari 2005  | Salt Lake City |
| 1000 meter   | 1.07,33  | 12 januari 2003  | Salt Lake City |
| 1500 meter   | 1.42,32  | 9 november 2007  | Salt Lake City |
| 3000 meter   | 3.41,84  | 13 augustus 2005 | Calgary        |
| 5000 meter   | 6.28,42  | 13 augustus 2005 | Calgary        |
| 10.000 meter | 13.35,67 | 11 februari 2007 | Heerenveen     |

### Wereldrecords
| Nr. | Afstand         | Tijd       | Datum            | Baan           |
| --- | --------------- | ---------- | ---------------- | -------------- |
| 1.  | Kleine vierkamp | 153,583    | 16 augustus 1998 | Calgary        |
| 2.  | Kleine vierkamp | 149,188    | 15 augustus 1999 | Calgary        |
| 3.  | Achtervolging   | 3.46,44*   | 21 november 2004 | Berlijn        |
| 4.  | Kleine vierkamp | 146,365    | 13 augustus 2005 | Calgary        |
| 5.  | Achtervolging   | 3.37,80**  | 11 maart 2007    | Salt Lake City |
| 6.  | 1500 meter      | 1.42,32*** | 9 november 2007  | Salt Lake City |

|  | = huidig wereldrecord |

* samen met Carl Verheijen en Mark Tuitert
** samen met Carl Verheijen en Sven Kramer
*** wereldrecord 1.500 meter tegelijk met Shani Davis

#### Wereldrecords laaglandbaan (officieus)
| Nr. | Afstand    | Tijd    | Datum            | Baan       |
| --- | ---------- | ------- | ---------------- | ---------- |
| 1.  | 1000 meter | 1.11,56 | 21 december 1997 | Heerenveen |
| 2.  | 1500 meter | 1.46,63 | 23 november 2002 | Heerenveen |
| 3.  | 1500 meter | 1.46,53 | 31 oktober 2003  | Heerenveen |
| 4.  | 1000 meter | 1.09,11 | 8 maart 2003     | Heerenveen |

## Resultaten
| Jaar | NK Afstanden                           | NK Sprint              | NK Allround        | WK Allround         | WK Sprint            | WK Afstanden                                  | Olympische Spelen                                         | Wereldbeker                                         | WK Junioren             |
| ---- | -------------------------------------- | ---------------------- | ------------------ | ------------------- | -------------------- | --------------------------------------------- | --------------------------------------------------------- | --------------------------------------------------- | ----------------------- |
| 1995 | 16e 500m 14e 1000m                     |                        |                    |                     |                      |                                               |                                                           |                                                     | NC24 (25e, 31e, 14e, -) |
| 1996 | DQ 500m 6e 1000m 5e 1500m              | 10e (14e, 7e, 11e, 7e) |                    |                     |                      |                                               |                                                           |                                                     |                         |
| 1997 | 500m · 1000m · 1500m                   | · (4e, , 4e, 4e)       |                    |                     |                      |                                               | 22e 500m 28e 1000m                                        |                                                     |                         |
| 1998 | 500m · 1000m · 1500m                   | · (, , 4e)             |                    |                     | · (9e, 6e, 6e, )     |                                               | NF2 500m                                                  | 10e 500m 7e 1000m                                   |                         |
| 1999 | 500m · 4e 1000m · 7e 1500m · 20e 5000m | · (, 5e, , )           |                    |                     | 5e · (13e, 4e, 5e, ) | 500m · 4e 1000m                               |                                                           | 14e 500m 5e 1000m 18e 1500m                         |                         |
| 2000 | 500m · 1000m · 7e 1500m                | 4e · (16e, , )         |                    |                     | 5e · (4e, 5e, 4e, )  | 10e 500m 6e 1000m                             | 6e 500m 4e 1000m                                          |                                                     |                         |
| 2001 | 500m · 1000m · 1500m                   | · (, )                 |                    |                     | 5e · (4e, , 15e, )   | 18e 500m · 6e 1000m · 1500m                   | 10e 500m 5e 1000m 4e 1500m                                |                                                     |                         |
| 2002 | 500m · 1000m · 4e 1500m                | · (, 4e, , )           |                    |                     | 5e · (8e, 6e, 6e, )  |                                               | 10e 500m 5e 1000m                                         | 10e 500m · 5e 1000m · 1500m                         |                         |
| 2003 | 500m · 1000m · 1500m                   |                        |                    |                     | · (4e, , 5e, )       | 500m · 1000m · 1500m                          |                                                           | 500m · 1000m · 1500m                                |                         |
| 2004 | 500m · 1000m · 1500m                   | · (, )                 |                    |                     | · (9e, , 7e, )       | 11e 500m · 1000m · 1500m                      | 11e 500m · 1000m · 1500m                                  |                                                     |                         |
| 2005 | 500m · 1000m · 1500m                   | 21e · (23e, , 4e, )    |                    |                     | · (4e, 4e, , )       | 9e 500m · 9e 1000m · 7e 1500m · achtervolging | 9e 500m · 1000m · 1500m                                   |                                                     |                         |
| 2006 | 500m · 1000m · 1500m                   | 4e (6e, 6e, 5e, 4e)    |                    |                     |                      |                                               | 16e 500m · 1000m · 5e 1500m · achtervolging               | 27e 500m · 8e 1000m · 8e 1500m · achtervolging      |                         |
| 2007 | 500m · 7e 1000m · 4e 1500m             | · (5e, , )             | · (, 12e, , 8e)    | 5e · (, 10e, , 10e) | 6e · (6e, , 13e, 4e) | 14e 500m · 4e 1000m · 1500m · achtervolging   |                                                           | 27e 100m · 13e 500m · 1000m · 1500m · achtervolging |                         |
| 2008 | 500m · 1000m · 1500m                   | 5e · (15e, , , 4e)     |                    |                     |                      | achtervolging                                 | 41e 100m · 27e 500m · 9e 1000m · 4e 1500m · achtervolging |                                                     |                         |
| 2009 | 15e 500m · 1000m · 4e 1500m            | · (5e, , 6e, )         | 5e · (, 14e, , 8e) |                     | NF1 (NF, -, -, -)    |                                               | 25e 1000m 10e 1500m 7e achtervolging                      |                                                     |                         |
| 2010 | 5e 1500m                               |                        |                    |                     |                      |                                               |                                                           | 26e 1500m · achtervolging                           |                         |
| 2014 | 15e 1500m                              |                        |                    |                     |                      |                                               |                                                           |                                                     |                         |

NF# = val #e afstand
DQ = gediskwalificeerd
NC# = niet gekwalificeerd voor de laatste afstand, maar wel als #e geklasseerd in de eindrangschikking

### Wereldbekerwedstrijden
| Jaar | 100m             | 500m                                                                                     | 1000m                                                                | 1500m                    | achtervolging |
| ---- | ---------------- | ---------------------------------------------------------------------------------------- | -------------------------------------------------------------------- | ------------------------ | ------------- |
| 1997 |                  | 36e, 30e, 18e (B), 17e (B), 24e (B), 12e (B), 17e (B), 23e (B), 1e (B), 13e, 2e (B), 14e | 26e, 19e, 18e (B), 9e (B), 7e (B), 19e (B), 14e (B), 18e (B), 1e (B) |                          |               |
| 1998 |                  | 9e, 4e, 9e, 13e, , -, -                                                                  | 4e, 6e, 7e, 10e, 4e, -, -                                            |                          |               |
| 1999 |                  | 24e, 7e, -, -, 5e, , -, 16e, 13e                                                         | 5e, 7e, -, -, 4e, 5e, 5e, 4e, 4e                                     | -, 1e (B), -, 7e, -      |               |
| 2000 |                  | 16e, 9e, 14e, 6e, 4e, 4e, 4e, 4e, 9e                                                     | 11e, 5e, 4e, , 14e, · 7e, 6e, , 9e                                   |                          |               |
| 2001 |                  | 15e, 14e, 15e, 7e, 6e, 4e, 7e, 10e, 19e, -                                               | 10e, 13e, 5e, 9e, , · 5e, , , 11e, 14e                               | 5e, , 19e, 5e, 20e       |               |
| 2002 |                  | 14e, 6e, 10e, -, -, 13e, 5e, 14e, 19e,                                                   | 5e, , 19e, , , 6e, 20e                                               | , 5e, -, , , 4e          |               |
| 2003 |                  | 10e, 7e, 4e, 5e, -*, , , 6e, ,                                                           | , 4e, , , · , 6e, ,                                                  | , 4e, -, , , -           |               |
| 2004 |                  | 5e, , 14e, 8e, 8e, 12e, · -, -, 12e, 12e, 12e, 10e                                       | ,                                                                    | , , 4e, 4e,              |               |
| 2005 |                  | 16e, 14e, 7e, 8e, , 8e, · 10e, 10e, 15e, 9e                                              | , 15e, 4e, , , · ,                                                   | , , 9e, ,                |               |
| 2006 |                  | 58e, 17e, -, -, 7e (B), 17e (B), -, -, 1e (B), 6e, -, -                                  | 5e, , -, -, 5e, -, -, 9e, , -                                        | 8e, , 7e, 11e, -         | , -, -        |
| 2007 | 27e, 21e, 15e, - | DQ, 7e, 13e, 11e, 9e, 14e, 16e, 14e, 4e, 8e, 16e, -                                      | , 4e, , , · , , 7e                                                   | ,                        | , -, -        |
| 2008 | 25e, -, -        | 13e, 18e, 18e, 19e, 3e (B), -, 17e, 18e, -, -, -, -, -, -                                | 5e, 9e, 11e, , DQ, · 5e, 7e, -, -, 11e                               | , 4e, , 8e, 6e, 10e, 10e | -, , , -      |
| 2009 |                  |                                                                                          | 8e, 4e, -, -, -, -, -, -, -, -                                       | , 5e, 4e, -, -, -        | NF, -, -      |
| 2010 |                  |                                                                                          |                                                                      | 18e, 1e (B), -, -, DQ    | -, -, 4e      |

(B) = B-groep
NF = niet gefinisht
DQ = gediskwalificeerd
* = 100m als onderdeel van de wereldbeker 500m
- = geen deelname

### Medaillespiegel
| Kampioenschap              | Goud | Zilver | Brons |
| -------------------------- | ---- | ------ | ----- |
| NK Afstanden               | 11   | 11     | 9     |
| NK Sprint wedstrijden      | 12   | 5      | 13    |
| NK Sprint eindklassement   | 3    | 2      | 3     |
| NK Allround wedstrijden    | 3    | 0      | 1     |
| NK Allround eindklassement | 0    | 0      | 1     |
| WK Allround wedstrijden    | 2    | 0      | 0     |
| WK Allround eindklassement | 0    | 0      | 0     |
| Olympische Spelen          | 0    | 0      | 2     |
| WK Afstanden               | 6    | 2      | 3     |
| WK Sprint wedstrijden      | 5    | 3      | 5     |
| WK Sprint eindklassement   | 2    | 0      | 2     |
| Wereldbeker wedstrijden    | 27   | 32     | 20    |
| Wereldbeker eindklassement | 7    | 4      | 2     |
| Totaal                     | 77   | 60     | 61    |

Totaal medailles: 198
- International Standard Name Identifier: 0000 0003 8982 0437
- Nederlandse Thesaurus van Auteursnamen: 334596521
- Virtual International Authority File: 283317028